# Carex nakaoana
Carex nakaoana är en halvgräsart som beskrevs av Tetsuo Michael Koyama. Carex nakaoana ingår i släktet starrar, och familjen halvgräs. Inga underarter finns listade i Catalogue of Life.